# Katarzyna Biel
Katarzyna Biel Gajgał-Anioł (Dębica, 21 settembre 1981) è un'ex pallavolista polacca.
Giocava nel ruolo di centrale.

## Carriera
Katarzyna Anioł inizia la sua carriera pallavolistica professionale nel BKS di Bielsko-Biała, dove rimane per ben dieci anni conditi da numerosi successi: due campionati nazionali, tre coppe di Polonia e una Supercoppa polacca. Durante questa lunga militanza, nella stagione 2006-07 rimane inattiva per maternità.  Nell'annata 2009-10 si trasferisce nel Dąbrowa Górnicza, senza vincere nessun titolo, passando quindi nel campionato 2010-11 al Muszynianka con cui vince nuovamente sia la Liga Siatkówki Kobiet che la coppa di Polonia. La stagione successiva si apre con una nuova affermazione a livello nazionale, la conquista della Supercoppa di Polonia, mentre nell'annata 2012-13 conquista il suo primo trofeo internazionale, la Coppa CEV.
Nella stagione 2013-14 viene ingaggiata dal neo-promosso Chemik Police, con cui vince tre Coppe di Polonia, cinque scudetti e due Supercoppe polacche.
Al termine del campionato 2017-18 annuncia il ritiro dall'attività agonistica.

## Palmarès

### Club
- Campionato polacco: 8

2002-03, 2003-04, 2010-11, 2013-14, 2014-15, 2015-16, 2016-17, 2017-18
- Coppa di Polonia: 7

2003-04, 2005-06, 2008-09, 2010-11, 2013-14, 2015-16, 2016-17
- Supercoppa polacca: 3

2011, 2014, 2015
- Coppa CEV: 1

2012-13